# Dogri

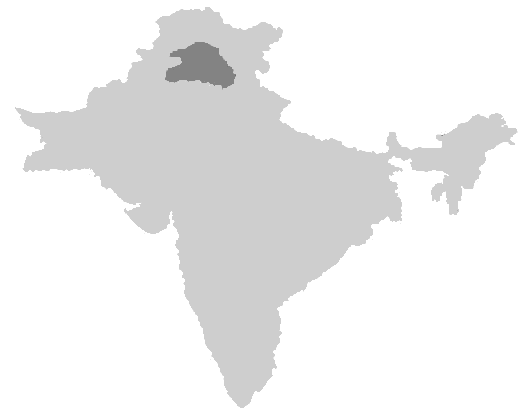
Gebiet, wo Dogria gesprochen wird in dunkelgrau

Dogri (डोगरी ḍogrī) ist eine in Nordindien verbreitete Sprache. Sie gehört zum indoarischen Zweig der indoiranischen Untergruppe der indoeuropäischen Sprachfamilie.
In der Vergangenheit wurde Dogri häufig als Dialekt des Panjabi angesehen, ist heute aber als eigenständige Sprache anerkannt und wird zunehmend als Schriftsprache gefördert. Es wurde früher in einer eigenen Schrift (Takri) geschrieben, heute wird bevorzugt Devanagari, aber auch Nastaliq, eine Variante der arabischen Schrift, verwendet. Es gibt Versuche, die Takri-Schrift wiederzubeleben.
Dogri wird vor allem im Gebiet um die Stadt Jammu im Südwesten des nordindischen Unionsterritoriums Jammu und Kashmir gesprochen. Laut der indischen Volkszählung 2011 wird Dogri von knapp 2,6 Millionen Menschen als Muttersprache verwendet. Das Dogri ist auf überregionaler Ebene als eine von 22 Verfassungssprachen Indiens anerkannt.

## Entwicklung von Sprache und Literatur
Dogri leitet sich von Sauraseni, einer der früher in Nordindien verbreiteten Prakritsprachen, her. Der Wortschatz des Dogri enthält dementsprechend hauptsächlich vom Sanskrit abstammende Vokabeln, enthält aber auch viele Lehnwörter aus dem Arabischen, Persischen, Englischen und den Turksprachen. Der früheste Beleg für eine Sprache namens Dogri findet sich in einem Werk des indisch-persischen Dichters Amir Chusrau (1253–1325), in dem er verschiedene nordindische Sprachen aufzählt. Einzelne Wörter sind sogar schon durch Inschriften aus dem 12. Jahrhundert überliefert. Dennoch stammt das früheste literarische Werk in Dogri, eine Übersetzung aus dem Persischen, erst aus der zweiten Hälfte des 18. Jahrhunderts. Gegen Ende des 18. und im 19. Jahrhundert entstanden vereinzelte Dichtungen. Erst im Laufe des 20. Jahrhunderts entwickelte sich schließlich in allen Gattungen eine lebendige, vielfältige Literatur, die der Sprache zunehmend Geltung bis hin zur Anerkennung als Amtssprache verschaffte. Als bedeutendste zeitgenössische Vertreterin der Dogri-Literatur gilt die Dichterin Padma Sachdev.